# Inferiolabiata lowei
Inferiolabiata lowei is een hydroïdpoliep uit de familie Stylasteridae. De poliep komt uit het geslacht Inferiolabiata. Inferiolabiata lowei werd in 1983 voor het eerst wetenschappelijk beschreven door Cairns. 